# Мотодельтаплан
Мотодельтаплан — дельтаплан с мотором. Большая российская энциклопедия различает  мотодельтапланы, в которых взлёт обеспечивают ноги пилота, и дельталёты, в конструкцию которых входит тележка с колёсным шасси; в то же время в информационных источниках и разговорной речи эти две конструкции часто смешиваются.

## Использование
Мотодельтапланы (дельталёты) используют в основном для коротких полетов и воздушных прогулок, для проведения аэрофотосъемки, а также в сельском хозяйстве для опрыскивания полей.